# Stenophiloscia zosterae
Stenophiloscia zosterae är en kräftdjursart som beskrevs av Karl Wilhelm Verhoeff1928. Stenophiloscia zosterae ingår i släktet Stenophiloscia och familjen Halophilosciidae. Inga underarter finns listade i Catalogue of Life.